# یواس‌ان‌اس جان گلن (تی-ام‌ال‌پی-۲)
یواس‌ان‌اس جان گلن (تی-ام‌ال‌پی-۲) (به انگلیسی: USNS John Glenn (T-MLP-2)) یک کشتی است که طول آن ۷۶۵ فوت (۲۳۳ متر) می‌باشد.